# Островец (град)
Островец (на беларуски: Астравец; на руски: Островец) е град в Беларус, административен център на Островецки район, Гродненска област. Населението на града е 10 878 души (по приблизителна оценка от 1 януари 2018 г.).

## История
За пръв път селището е споменато през 1468 година, през 2012 година получава статут на град.

## Икономика
Край Островец е разположена единствената в страната атомна електроцентрала - Беларуската АЕЦ, която започва работа през 2021 година.